# Eloceria discolor
Eloceria discolor là một loài ruồi trong họ Tachinidae.